# Negrine (distrito)
Negrine é um distrito localizado na província de Tébessa, Argélia. Sua capital é a cidade de mesmo nome. A população total do distrito era de 14 815 habitantes, em 2008.[carece de fontes?]

## Comunas
O distrito está dividido em duas comunas:
- Ferkane
- Negrine